# Somalia ai Giochi paralimpici
La Somalia è presente ai Giochi paralimpici estivi dall'edizione che si tenne nel 2016 a Rio de Janeiro, in cui ha partecipato con un atleta nella disciplina dell'atletica leggera paralimpica. Da allora ha partecipato ad ogni edizione delle Paralimpiadi estive, senza mai vincere medaglie. Non ha mai partecipato ai Giochi paralimpici invernali.

## Medagliere

### Giochi paralimpici estivi
| Giochi      | Oro | Argento | Bronzo | Totale | Pos. |
| ----------- | --- | ------- | ------ | ------ | ---- |
| Rio 2016    | 0   | 0       | 0      | 0      | -    |
| Tokyo 2020  | 0   | 0       | 0      | 0      | -    |
| Parigi 2024 | 0   | 0       | 0      | 0      | -    |
| Totale      | 0   | 0       | 0      | 0      | -    |